# あざみの如く棘あれば
「あざみの如く棘あれば」（あざみのごとくとげあれば）は、茶木みやこの通算8作目となるシングル。1978年3月25日にハーベスト・レコードから発売された。

## 概要
表題曲「あざみの如く棘あれば」は、「まぼろしの人」に続いてTBS・MBS系テレビ『横溝正史シリーズⅡ』の主題歌として使用された。
茶木によると、当時阿久悠が「まぼろしの人」を褒めていたという話を耳にし、一度会ってみることになったが、その際に阿久が茶木のピンク・ピクルス時代の曲「一人の道」も褒めていたことを知って驚いたという。『横溝正史シリーズⅡ』の放映が決まった段階で作詞を依頼することが決まり、曲は詞先で書かれた。茶木は、原稿用紙に「あざみの如く棘あれば　阿久悠」と書かれた太い万年筆の文字には非常に迫力があり、強く印象に残っていると回顧している。曲作りに関しては、"如く"の部分にメロディーを付けることが難しく、しばらく手を付けられずにいたが、締め切りが迫り慌てて書くなど、かなり難航したと振り返っている。また、"あざみ"というこれまで馴染みの無かった花について理解するのに苦労し、花言葉に"復讐"の意味があることにショックを覚えたという。
「あざみの如く棘あれば」は、阿久が事件の犯人の視点で詞を書き、同ドラマの挿入歌として使用されたB面曲「あなたは何を」は金田一耕助をイメージして書かれている。
ジャケットには『横溝正史シリーズⅡ』のワンシーンを切り取ったものが使用されている。

## 収録曲
SIDE A
あざみの如く棘あれば
作詞: 阿久悠 / 作曲: 茶木みやこ / 編曲: 岡井大二
SIDE B
あなたは何を
作詞: 阿久悠 / 作曲: 茶木みやこ / 編曲: 中村哲

### 演奏
- グッド・グリーフ